# Eleições legislativas portuguesas de 1976 no distrito de Setúbal
| Eleições legislativas portuguesas de 1976 Distritos: Aveiro \| Beja \| Braga \| Bragança \| Castelo Branco \| Coimbra \| Évora \| Faro \| Guarda \| Leiria \| Lisboa \| Portalegre \| Porto \| Santarém \| Setúbal \| Viana do Castelo \| Vila Real \| Viseu \| Açores \| Madeira \| Estrangeiro |

## Resultados por Concelho
Os resultados nos concelhos do Distrito de Setúbal foram os seguintes:

### Alcácer do Sal
| Partido                 | Partido                             | Votos  | %               |
| ----------------------- | ----------------------------------- | ------ | --------------- |
|                         | Partido Comunista Português         | 5 129  | 46,77 / 100,00  |
|                         | Partido Socialista                  | 3 261  | 29,74 / 100,00  |
|                         | Partido Popular Democrático         | 706    | 6,44 / 100,00   |
|                         | União Democrática Popular           | 355    | 3,24 / 100,00   |
|                         | Centro Democrático e Social         | 350    | 3,19 / 100,00   |
|                         | Frente Socialista Popular           | 143    | 1,30 / 100,00   |
|                         | Partido Comunista de Portugal (m-l) | 139    | 1,27 / 100,00   |
|                         | Outros                              | 349    | 3,18 / 100,00   |
| Votos Inválidos         | Votos Inválidos                     | 534    | 4,87 / 100,00   |
| Total                   | Total                               | 10 966 | 100,00 / 100,00 |
| Eleitorado/Participação | Eleitorado/Participação             | 12 546 | 87,41 / 100,00  |

### Alcochete
| Partido                 | Partido                     | Votos | %               |
| ----------------------- | --------------------------- | ----- | --------------- |
|                         | Partido Comunista Português | 3 070 | 45,47 / 100,00  |
|                         | Partido Socialista          | 2 134 | 31,61 / 100,00  |
|                         | Partido Popular Democrático | 455   | 6,74 / 100,00   |
|                         | Centro Democrático e Social | 198   | 2,93 / 100,00   |
|                         | União Democrática Popular   | 140   | 2,07 / 100,00   |
|                         | MRPP                        | 105   | 1,56 / 100,00   |
|                         | Outros                      | 240   | 3,54 / 100,00   |
| Votos Inválidos         | Votos Inválidos             | 410   | 6,08 / 100,00   |
| Total                   | Total                       | 6 752 | 100,00 / 100,00 |
| Eleitorado/Participação | Eleitorado/Participação     | 7 470 | 90,39 / 100,00  |

### Almada
| Partido                 | Partido                     | Votos   | %               |
| ----------------------- | --------------------------- | ------- | --------------- |
|                         | Partido Comunista Português | 32 593  | 38,46 / 100,00  |
|                         | Partido Socialista          | 30 152  | 35,58 / 100,00  |
|                         | Partido Popular Democrático | 7 596   | 8,96 / 100,00   |
|                         | Centro Democrático e Social | 5 402   | 6,37 / 100,00   |
|                         | União Democrática Popular   | 2 754   | 3,25 / 100,00   |
|                         | MRPP                        | 850     | 1,00 / 100,00   |
|                         | Outros                      | 2 630   | 3,11 / 100,00   |
| Votos Inválidos         | Votos Inválidos             | 2 769   | 3,27 / 100,00   |
| Total                   | Total                       | 84 746  | 100,00 / 100,00 |
| Eleitorado/Participação | Eleitorado/Participação     | 102 145 | 82,97 / 100,00  |

### Barreiro
| Partido                 | Partido                     | Votos  | %               |
| ----------------------- | --------------------------- | ------ | --------------- |
|                         | Partido Comunista Português | 28 730 | 57,25 / 100,00  |
|                         | Partido Socialista          | 12 928 | 25,76 / 100,00  |
|                         | Partido Popular Democrático | 2 699  | 5,38 / 100,00   |
|                         | União Democrática Popular   | 1 489  | 2,97 / 100,00   |
|                         | Centro Democrático e Social | 1 338  | 2,67 / 100,00   |
|                         | Outros                      | 1 736  | 3,46 / 100,00   |
| Votos Inválidos         | Votos Inválidos             | 1 262  | 2,52 / 100,00   |
| Total                   | Total                       | 50 182 | 100,00 / 100,00 |
| Eleitorado/Participação | Eleitorado/Participação     | 58 135 | 86,32 / 100,00  |

### Grândola
| Partido                 | Partido                     | Votos  | %               |
| ----------------------- | --------------------------- | ------ | --------------- |
|                         | Partido Comunista Português | 5 664  | 50,94 / 100,00  |
|                         | Partido Socialista          | 2 653  | 23,86 / 100,00  |
|                         | Partido Popular Democrático | 1 337  | 12,02 / 100,00  |
|                         | Centro Democrático e Social | 273    | 2,46 / 100,00   |
|                         | União Democrática Popular   | 236    | 2,12 / 100,00   |
|                         | Frente Socialista Popular   | 134    | 1,21 / 100,00   |
|                         | Outros                      | 402    | 3,63 / 100,00   |
| Votos Inválidos         | Votos Inválidos             | 420    | 3,78 / 100,00   |
| Total                   | Total                       | 11 119 | 100,00 / 100,00 |
| Eleitorado/Participação | Eleitorado/Participação     | 12 827 | 86,68 / 100,00  |

### Moita
| Partido                 | Partido                     | Votos  | %               |
| ----------------------- | --------------------------- | ------ | --------------- |
|                         | Partido Comunista Português | 16 544 | 61,84 / 100,00  |
|                         | Partido Socialista          | 5 115  | 19,12 / 100,00  |
|                         | União Democrática Popular   | 1 625  | 6,07 / 100,00   |
|                         | Partido Popular Democrático | 1 101  | 4,12 / 100,00   |
|                         | Centro Democrático e Social | 656    | 2,45 / 100,00   |
|                         | MRPP                        | 305    | 1,14 / 100,00   |
|                         | Outros                      | 681    | 2,54 / 100,00   |
| Votos Inválidos         | Votos Inválidos             | 724    | 2,71 / 100,00   |
| Total                   | Total                       | 26 751 | 100,00 / 100,00 |
| Eleitorado/Participação | Eleitorado/Participação     | 30 257 | 88,41 / 100,00  |

### Montijo
| Partido                 | Partido                     | Votos  | %               |
| ----------------------- | --------------------------- | ------ | --------------- |
|                         | Partido Comunista Português | 8 466  | 38,70 / 100,00  |
|                         | Partido Socialista          | 7 559  | 34,55 / 100,00  |
|                         | Partido Popular Democrático | 2 014  | 9,21 / 100,00   |
|                         | Centro Democrático e Social | 1 299  | 5,94 / 100,00   |
|                         | União Democrática Popular   | 505    | 2,31 / 100,00   |
|                         | MRPP                        | 410    | 1,87 / 100,00   |
|                         | Frente Socialista Popular   | 235    | 1,07 / 100,00   |
|                         | Outros                      | 603    | 2,75 / 100,00   |
| Votos Inválidos         | Votos Inválidos             | 785    | 3,59 / 100,00   |
| Total                   | Total                       | 21 876 | 100,00 / 100,00 |
| Eleitorado/Participação | Eleitorado/Participação     | 26 536 | 82,44 / 100,00  |

### Palmela
| Partido                 | Partido                     | Votos  | %               |
| ----------------------- | --------------------------- | ------ | --------------- |
|                         | Partido Socialista          | 7 994  | 38,35 / 100,00  |
|                         | Partido Comunista Português | 7 638  | 36,64 / 100,00  |
|                         | Partido Popular Democrático | 2 097  | 10,06 / 100,00  |
|                         | Centro Democrático e Social | 654    | 3,14 / 100,00   |
|                         | União Democrática Popular   | 391    | 1,88 / 100,00   |
|                         | Frente Socialista Popular   | 230    | 1,10 / 100,00   |
|                         | Outros                      | 738    | 3,55 / 100,00   |
| Votos Inválidos         | Votos Inválidos             | 1 105  | 5,30 / 100,00   |
| Total                   | Total                       | 20 847 | 100,00 / 100,00 |
| Eleitorado/Participação | Eleitorado/Participação     | 25 266 | 82,51 / 100,00  |

### Santiago do Cacém
| Partido                 | Partido                     | Votos  | %               |
| ----------------------- | --------------------------- | ------ | --------------- |
|                         | Partido Comunista Português | 7 720  | 44,63 / 100,00  |
|                         | Partido Socialista          | 5 439  | 31,44 / 100,00  |
|                         | Partido Popular Democrático | 1 815  | 10,49 / 100,00  |
|                         | Centro Democrático e Social | 475    | 2,75 / 100,00   |
|                         | União Democrática Popular   | 213    | 1,23 / 100,00   |
|                         | Outros                      | 775    | 4,49 / 100,00   |
| Votos Inválidos         | Votos Inválidos             | 860    | 4,97 / 100,00   |
| Total                   | Total                       | 17 297 | 100,00 / 100,00 |
| Eleitorado/Participação | Eleitorado/Participação     | 19 840 | 87,18 / 100,00  |

### Seixal
| Partido                 | Partido                     | Votos  | %               |
| ----------------------- | --------------------------- | ------ | --------------- |
|                         | Partido Comunista Português | 16 746 | 47,75 / 100,00  |
|                         | Partido Socialista          | 11 089 | 31,62 / 100,00  |
|                         | Partido Popular Democrático | 2 487  | 7,09 / 100,00   |
|                         | Centro Democrático e Social | 1 463  | 4,17 / 100,00   |
|                         | União Democrática Popular   | 793    | 2,26 / 100,00   |
|                         | MRPP                        | 390    | 1,11 / 100,00   |
|                         | Frente Socialista Popular   | 381    | 1,09 / 100,00   |
|                         | Outros                      | 806    | 2,30 / 100,00   |
| Votos Inválidos         | Votos Inválidos             | 914    | 2,60 / 100,00   |
| Total                   | Total                       | 35 069 | 100,00 / 100,00 |
| Eleitorado/Participação | Eleitorado/Participação     | 40 984 | 85,57 / 100,00  |

### Sesimbra
| Partido                 | Partido                             | Votos  | %               |
| ----------------------- | ----------------------------------- | ------ | --------------- |
|                         | Partido Socialista                  | 4 776  | 38,57 / 100,00  |
|                         | Partido Comunista Português         | 4 180  | 33,76 / 100,00  |
|                         | Partido Popular Democrático         | 1 078  | 8,71 / 100,00   |
|                         | Centro Democrático e Social         | 756    | 6,11 / 100,00   |
|                         | União Democrática Popular           | 232    | 1,87 / 100,00   |
|                         | Movimento de Esquerda Socialista    | 203    | 1,64 / 100,00   |
|                         | Frente Socialista Popular           | 194    | 1,57 / 100,00   |
|                         | Partido Comunista de Portugal (m-l) | 160    | 1,29 / 100,00   |
|                         | Outros                              | 371    | 2,99 / 100,00   |
| Votos Inválidos         | Votos Inválidos                     | 432    | 3,49 / 100,00   |
| Total                   | Total                               | 12 382 | 100,00 / 100,00 |
| Eleitorado/Participação | Eleitorado/Participação             | 14 440 | 85,75 / 100,00  |

### Setúbal
| Partido                 | Partido                     | Votos  | %               |
| ----------------------- | --------------------------- | ------ | --------------- |
|                         | Partido Socialista          | 20 540 | 37,55 / 100,00  |
|                         | Partido Comunista Português | 19 749 | 35,61 / 100,00  |
|                         | Partido Popular Democrático | 6 297  | 11,51 / 100,00  |
|                         | Centro Democrático e Social | 2 697  | 4,93 / 100,00   |
|                         | União Democrática Popular   | 1 208  | 2,21 / 100,00   |
|                         | Frente Socialista Popular   | 706    | 1,29 / 100,00   |
|                         | Outros                      | 1 660  | 3,04 / 100,00   |
| Votos Inválidos         | Votos Inválidos             | 2 108  | 3,86 / 100,00   |
| Total                   | Total                       | 54 695 | 100,00 / 100,00 |
| Eleitorado/Participação | Eleitorado/Participação     | 63 986 | 85,48 / 100,00  |

### Sines
| Partido                 | Partido                             | Votos | %               |
| ----------------------- | ----------------------------------- | ----- | --------------- |
|                         | Partido Comunista Português         | 3 120 | 51,12 / 100,00  |
|                         | Partido Socialista                  | 1 706 | 27,95 / 100,00  |
|                         | Partido Popular Democrático         | 460   | 7,54 / 100,00   |
|                         | Centro Democrático e Social         | 173   | 2,83 / 100,00   |
|                         | União Democrática Popular           | 124   | 2,03 / 100,00   |
|                         | Partido Comunista de Portugal (m-l) | 62    | 1,02 / 100,00   |
|                         | Outros                              | 215   | 3,51 / 100,00   |
| Votos Inválidos         | Votos Inválidos                     | 243   | 3,98 / 100,00   |
| Total                   | Total                               | 6 103 | 100,00 / 100,00 |
| Eleitorado/Participação | Eleitorado/Participação             | 7 213 | 84,61 / 100,00  |